# Rózsás csér
A rózsás csér (Sterna dougallii) a madarak osztályának lilealakúak (Charadriiformes) rendjébe, ezen belül a csérfélék (Sternidae) családjába tartozó faj.

## Rendszerezése
A fajt George Montagu angol zoológus írta le 1813-ban.

## Alfajai
- Sterna dougallii arideensis Mathews, 1912
- Sterna dougallii bangsi Mathews, 1912
- Sterna dougallii dougallii Montagu, 1813
- Sterna dougallii gracilis Gould, 1845
- Sterna dougallii korustes (Hume, 1874)[2]

## Előfordulása
Mindegyik kontinensen költ, telelni délebbre vonul. Természetes élőhelyei a tengerpartok.

## Megjelenése
Testhossza 43 centiméter, szárnyfesztávolsága 72–80 centiméter, testtömege pedig 90–130 gramm. Feje felső része és tarkója fekete, csőre és lába vörös. A tollazata a víziállatokhoz hasonló, a háta kékesszürke, az alsó fele fehér. Felülről nehéz észrevenni a tenger színe, alulról pedig a nap miatt. Téli tollazatán a feje nem teljesen fekete.
|  |

## Életmódja
Halakkal táplálkozik, melyet zuhanó repüléssel a vízbe vetődve fog meg. Keskeny szárnya és villás farka ideális repülővé teszi.

## Szaporodása
Nagy telepekben költ, a fészkét növényi anyagokból sziklákra, vagy a tengerpart homokjába készíti.
|  |

## Természetvédelmi helyzete
Az elterjedési területe rendkívül nagy, egyedszáma pedig ismeretlen. A Természetvédelmi Világszövetség Vörös listáján nem fenyegetett fajként szerepel.